# Szőlőcincér
A szőlőcincér (Phymatodes fasciatus) a cincérfélék családjába tartozó, Európában honos, szőlőtőkéken élő bogárfaj. 

## Megjelenése
A szőlőcincér testhossza 5-9 mm. Az előtor oldalai ívesek, hátsó pereme keskenyebb az elülsőnél; a szárnyfedők oldalvonalai kb. háromnegyedükig párhuzamosak. Lábainak combjai megvastagodottak. Vörösbarna vagy rozsdabarna színű, a szárnyfedőinek hátsó háromnegyede sötétbarna, a középvonalnál széles, a varraton megszakított, fehéressárga harántsáv húzódik. A pajzsocska mögött nincs felálló szőrcsomó. A fej és az előtor háta durván és sűrűn pontozott, az előtoron csak a pajzsocska előtt van egy kis, fényes dudor, szárnyfedői durván és sűrűn, ráncolva pontozottak.

## Elterjedése és életmódja
Közép- és Dél-Európában honos, az Ibériai-félszigettől Ukrajnáig és a Kaukázusig. Magyarországon a sík- és dombvidékeken sokfelé megtalálható.  
Lárvája a szőlőtőkék vesszőiben és idősebb részeiben él. A nőstény május végén, június elején petéit egyesével rakja le a fás részek repedéseibe. A kikelő lárva a vessző hosszában rágja galériáját, amelyet fűrészporszerű ürüléke tölt meg. Több lárva együtt a vessző teljes belsejét felélheti. A fehér, 6-7 mm-es kifejlett lárva teste hengeres, a barna fejtok irányában fokozatosan kiszélesedik. Fejlődése egy évig tart. Az áttelelt lárva tavasszal még táplálkozik, majd az arasznyi hosszú járata végén készített kamrában bebábozódik. Az imágó május-júniusban rajzik és szőlőlevelekkel táplálkozik. A levelek rágásával alig okoz kárt, viszont lárváik (a venyige-csuklyásszúval társulva) számottevő pusztulást okozhatnak az ültetvényben. 
Magyarországon nem védett.